# マッキューン＝ライシャワー式
マッキューン＝ライシャワー式（朝: 매큔-라이샤워 표기법、英: McCune-Reischauer Romanization）は、朝鮮語のラテン文字転写の方法の1つである。略称はMR式またはM-R式。大韓民国では1984年から2000年まで、この方式を若干修正した「文教部1984年式」を使用していた。韓国国外では広く使用が続いている。

## 歴史
マッキューン＝ライシャワー式の表記法は、1937年に、当時は日本統治下だった朝鮮在住のジョージ・M・マッキューンと、旅行で朝鮮を訪れたエドウィン・O・ライシャワーの2人のアメリカ人を中心に考案された。ライシャワーによると、本方式以前に朝鮮語のラテン文字転写の標準方式が無かったため、欧米の学者向けの表記法として、友人であるマッキューンとの共同開発に着手した。マッキューンの幅広い朝鮮人人脈から、朝鮮人の朝鮮語発音の専門家が多数協力した。ライシャワーが朝鮮を去った後も文通を通じて作業が続けられ、1939年には『王立アジア協会朝鮮支部会報』の第29巻に発表された。
その後、マッキューンは本方式の普及に努めた。アメリカ陸軍の陸地測量部にも本方式が採用されたため、朝鮮戦争では本方式が地名表記の基礎として使用された。
韓国では、1984年から2000年まで「文教部1984年式」という本方式を若干修正した方式を使用していたが、現在では文化観光部2000年式が使われている。一対一の字訳であるイェール式もあるが、それは主に言語学などの学術的文章に用いられるのみである。また、20世紀初頭には、朝鮮語をキリル文字で表記しようという試みもあった。現在でも北朝鮮ではラテン文字表記だけでなくキリル文字表記の方法も規範化している。
国内外の研究団体はいまだにマッキューン＝ライシャワー式やイェール式を使うことも多く、普遍的に文化観光部2000年式が使われているわけではない。

## 特徴と評価
マッキューン＝ライシャワー式は、ハングルに対応させて転写するのではなく、音声を表記するためのものである。ただし、ライシャワーによれば、表記の制定作業に際してはハングルをかなり参考としている。学術用として開発されたため、スペルの便宜よりも音写の正確性を優先しており、発音区別符号を豊富に使っている。ライシャワー自身、一般用としては表記法が複雑過ぎたと回想している。
マッキューン＝ライシャワー式は欧米人にとって扱いやすいと言う人がいる。例えば、朝鮮語は有声音・無声音を音韻上区別しないが、音声上区別する。これを表記するのである。また、ㅋ [kʰ], ㅌ [tʰ], ㅍ [pʰ], ㅊ [tʃʰ] のような激音はアポストロフィーを付けて区別されるので、わかりやすいという点も挙げられる。アポストロフィーはまた、音節の区切りを明確にするのにも用いられる。
マッキューン＝ライシャワー式に対する批判としては、어に対する"ŏ"や으に対する"ŭ"の上のブレーヴェがよく省略されてしまう、というものがある。これはブレーヴェなしの方がタイプしやすいことに起因するのだが、ブレーヴェの有無によって区別される筈の오/어、우/으の見分けがつかない混乱の元となる。また、無頓着な使用者は前述の激音のアポストロフィーを省略してしまい、平音のㄱ [k], ㄷ [t], ㅂ [p], ㅈ [tʃ] と区別がつかない。しかしながら、マッキューン＝ライシャワー式擁護派は、朝鮮語に馴染みの薄い人々が朝鮮語に近い発音ができればそれで良いと言う。もっとも、ブレーヴェやアポストロフィーが付いていた方がわかりやすいといえる。
ただ、それでもこのような省略が一般化したことが韓国政府が文化観光部2000年式を公布した背景となった。

## 表記の一覧
基本的に以下の表に従い、ハングル字母をラテン文字に置き換える。また、比較のため文化観光部2000年式を併記した（詳細は文化観光部2000年式参照）。順序は韓国の辞書における字母の順序によった。

### 母音
| ハングル字母 | マッキューン＝ライシャワー式 | 文化観光部2000年式 |
| ------------ | ---------------------------- | ------------------ |
| ㅏ           | a                            | a                  |
| ㅐ           | ae                           | ae                 |
| ㅑ           | ya                           | ya                 |
| ㅒ           | yae                          | yae                |
| ㅓ           | ŏ                            | eo                 |
| ㅔ           | e（a, oの後ではë）           | e                  |
| ㅕ           | yŏ                           | yeo                |
| ㅖ           | ye                           | ye                 |
| ㅗ           | o                            | o                  |
| ㅘ           | wa                           | wa                 |
| ㅙ           | wae                          | wae                |
| ㅚ           | oe                           | oe                 |
| ㅛ           | yo                           | yo                 |
| ㅜ           | u                            | u                  |
| ㅝ           | wŏ                           | wo                 |
| ㅞ           | we                           | we                 |
| ㅟ           | wi                           | wi                 |
| ㅠ           | yu                           | yu                 |
| ㅡ           | ŭ                            | eu                 |
| ㅢ           | ŭi                           | ui                 |
| ㅣ           | i                            | i                  |

- 에がㅏやㅗの直後に位置する場合は e に代えて ë と綴る。これは、ㅐ (ae) とㅏ에 (aë)、ㅚ (oe) とㅗ에 (oë) を区別するためである。ただし、ㅏ에 (aë) やㅗ에 (oë) という字母の並びが現れるのは、一部の名詞に助詞が続く場合（例: 회사에서（会社で）、차고에（車庫へ））を除いて稀である。

### 子音
初声子音は以下のように表記することを原則とする。
| ハングル字母 | マッキューン＝ライシャワー式 | 文化観光部2000年式 |
| ------------ | ---------------------------- | ------------------ |
| ㄱ           | k                            | g                  |
| ㄲ           | kk                           | kk                 |
| ㄴ           | n                            | n                  |
| ㄷ           | t                            | d                  |
| ㄸ           | tt                           | tt                 |
| ㄹ           | r                            | r                  |
| ㅁ           | m                            | m                  |
| ㅂ           | p                            | b                  |
| ㅃ           | pp                           | pp                 |
| ㅅ           | s                            | s                  |
| ㅆ           | ss                           | ss                 |
| ㅇ           | （なし）                     | （なし）           |
| ㅈ           | ch                           | j                  |
| ㅉ           | tch                          | jj                 |
| ㅊ           | ch'                          | ch                 |
| ㅋ           | k'                           | k                  |
| ㅌ           | t'                           | t                  |
| ㅍ           | p'                           | p                  |
| ㅎ           | h                            | h                  |

終声子音は実際の発音に応じて以下のように表記することを原則とする。
| ハングル字母       | マッキューン＝ライシャワー式 | 文化観光部2000年式 |
| ------------------ | ---------------------------- | ------------------ |
| ㄱ（ㅋㄲㄳㄺ）     | k                            | k                  |
| ㄴ（ㄵㄶ）         | n                            | n                  |
| ㄷ（ㅅㅆㅈㅊㅌㅎ） | t                            | t                  |
| ㄹ（ㄽㄾㅀㄼ）     | l                            | l                  |
| ㅁ（ㄻ）           | m                            | m                  |
| ㅂ（ㅍㅄㄿㄼ）     | p                            | p                  |
| ㅇ                 | ng                           | ng                 |

- 文化観光部2000年式と完全に一致する。
- ㄹが初声子音では r、終声子音では l と異なって表記されることに注意。

終声子音とそれに続く初声子音との組み合わせによっては、以下のように表記が変化する。
|          |       | 初声子音 | 初声子音 | 初声子音 | 初声子音 | 初声子音            | 初声子音 | 初声子音 | 初声子音 | 初声子音 | 初声子音 | 初声子音 | 初声子音 | 初声子音 | 初声子音 |
| ㅇ1      | ㄱ k  | ㄴ n     | ㄷ t     | ㄹ (r)   | ㅁ m     | ㅂ p                | ㅅ2 s    | ㅈ ch    | ㅊ ch'   | ㅋ k'    | ㅌ t'    | ㅍ p'    | ㅎ h     |          |          |
| -------- | ----- | -------- | -------- | -------- | -------- | ------------------- | -------- | -------- | -------- | -------- | -------- | -------- | -------- | -------- | -------- |
| 終声子音 | ㄱ k  | g        | kk       | ngn      | kt       | ngn（南）/ngr（北） | ngm      | kp       | ks       | kch      | kch'     | kk'      | kt'      | kp'      | kh       |
| 終声子音 | ㄴ n  | n        | n'g      | nn       | nd       | ll/nn               | nm       | nb       | ns       | nj       | nch'     | nk'      | nt'      | np'      | nh       |
| 終声子音 | ㄷ t  | d        | tk       | nn       | tt       | nn（南）/ll（北）   | nm       | tp       | ss       | tch      | tch'     | tk'      | tt'      | tp'      | th       |
| 終声子音 | ㄹ l  | r        | lg       | ll/nn    | ld3      | ll                  | lm       | lb       | ls       | lj4      | lch'     | lk'      | lt'      | lp'      | rh       |
| 終声子音 | ㅁ m  | m        | mg       | mn       | md       | mn（南）/mr（北）   | mm       | mb       | ms       | mj       | mch'     | mk'      | mt'      | mp'      | mh       |
| 終声子音 | ㅂ p  | b        | pk       | mn       | pt       | mn（南）/mr（北）   | mm       | pp       | ps       | pch      | pch'     | pk'      | pt'      | pp'      | ph       |
| 終声子音 | ㅇ ng | ng       | ngg      | ngn      | ngd      | ngn（南）/ngr（北） | ngm      | ngb      | ngs      | ngj      | ngch'    | ngk'     | ngt'     | ngp'     | ngh      |

1. 初声子音のㅇは発音しない。
2. 쉬に限っては swi に代えて shwi と綴る。
3. 漢字語においては ld に代えて lt と綴る。
4. 漢字語においては lj に代えて lch と綴る。

- （南）は韓国、（北）は北朝鮮における発音に基づく綴り方を示す。

ㄱ, ㄷ, ㅂ, ㅈは、語中において有声化が生じる場合は k, t, p, ch に代えて g, d, b, j と綴る。実際の発音が上の表と矛盾する場合には、発音が表に優先する。

### 表記例
- 語中子音の有声化による表記の変化
  - 가구 kagu
  - 등대 tŭngdae
  - 반복 panbok
  - 주장 chujang
- 初声子音ㅇが無視されることによる表記の変化
  - 국어（発音: 구거） kugŏ （kukŏ ではないことに注意）
  - 믿음（発音: 미듬） midŭm （mitŭm ではないことに注意）
  - 법인（発音: 버빈） pŏbin （pŏpin ではないことに注意）
  - 필요（発音: 피료） p'iryo （p'ilyo ではないことに注意）
- ㄹの綴り方
  - 前後に母音が位置する場合は r と綴る: 가로 karo, 필요 p'iryo
  - 初声子音ㅎ h の直前に位置する場合は r と綴る: 발해 Parhae, 실험 sirhŏm
  - 子音字母（初声子音のㅎを除く）または語末に位置する場合は l と綴る: 날개 nalgae, 구별 kubyŏl, 결말 kyŏlmal
  - ㄹㄹは常に ll と綴る: 빨리 ppalli, 저절로 chŏjŏllo
- 子音の同化による表記の変化
  - 연락（発音: 열락） yŏllak
  - 독립（発音: 동닙） tongnip
  - 법률（発音: 범뉼） pŏmnyul
  - 않다（発音: 안타） ant'a
  - 맞히다（発音: 마치다） mach'ida
- 口蓋化による表記の変化
  - 미닫이（発音: 미다지） midaji
  - 같이（発音: 가치） kach'i
  - 굳히다（発音: 구치다） 'kuch'ida

#### 発音通りに綴らない例外
- ㄱㅎ, ㄷㅎ（口蓋化が生じる場合を除く）/ㅅㅎ, ㅂㅎ という字母の並びは、ㅋ (k'), ㅌ (t'), ㅍ (p') と発音される場合であっても、それぞれ kh, th, ph と綴る。
  - 속히（発音: 소키） sokhi （sok'i ではないことに注意）
  - 못하다（発音: 모타다） mothada （mot'ada ではないことに注意）
  - 곱하기（発音: 고파기） kophagi （kop'agi ではないことに注意）
- 語中の平音（ㄱ, ㄷ, ㅂ, ㅅ, ㅈ）は、濃音（ㄲ, ㄸ, ㅃ, ㅆ, ㅉ）で発音される場合であっても、それぞれ k, t, p, s, ch と綴る。
  - 태권도（発音: 태꿘도） t'aekwŏndo （t'aekkwŏndo ではないことに注意）
  - 손등（発音: 손뜽） sontŭng （sonttŭng ではないことに注意）
  - 문법（発音: 문뻡） munpŏp （munppŏp ではないことに注意）
  - 국수（発音: 국쑤） kuksu （kukssu ではないことに注意）
  - 한자（発音: 한짜） hancha （hantcha ではないことに注意）

## 北朝鮮における変種
北朝鮮におけるマッキューン＝ライシャワー式では、激音を表すアポストロフィ ' に代えて文字 h を用いる。 例えば、평성という語は P'yŏngsŏng に代えて Phyŏngsŏng と綴る。ただし、子音ㅊは chh ではなく ch と綴る。その代わり、子音ㅈは ch ではなく常に j と綴る。 例えば、주체という語は Chuch'e に代えて Juche と綴る。
この他、標準的なマッキューン＝ライシャワー式との間に以下の差異がある。
- ㅉは常に jj と綴る。（例: 찌개 jjigae）
- ㄹㄹは ll に代えて lr と綴る。（例: 빨리 ppalri）
- ㄹㅎは rh に代えて lh と綴る。（例: 발해 palhae）
- ㄹが鼻音化してㄴと発音される場合であっても、n ではなく r と綴る。（例: 목란 Mongran）
- ㄴㄱは n'g に代えて n-g と綴る。（例: 강인 kang-in, 인기 in-gi）
- 終声子音ㅇ ng に y や w が続く場合は区切り文字のハイフン - は表記しない。（例: 평양 Phyŏngyang, 강원 Kangwŏn）

北朝鮮では、人名は音節毎に分かち書きし、各音節の先頭の文字を大文字にする。（例: 김일성 Kim Il Sŏng）

## 韓国における変種
韓国においても1984年から2000年までマッキューン＝ライシャワー式の変種（文教部1984年式）が公式に採用されていた。
文教部1984年式と標準的なマッキューン＝ライシャワー式との差異は以下の通りである。
- 시は si に代えて shi と綴る。これは、시におけるㅅは日本語の「シ」の音と同じく [ɕ] と発音されるのを反映したものである。（マッキューン＝ライシャワー式では쉬に限って shwi と綴る）
- ㅝは wŏ に代えて wo と綴る。これは、朝鮮語には [wo] という発音は存在せず、ブレーヴェ ˘ を省略しても混同の可能性が無いためである。
- ㄹㅎは rh に代えて lh と綴る。
- ㄴㄱは n-g と、ㅇㅇは ng- と綴ることで両者を区別する。アポストロフィ ' は専ら激音を表記するためにのみ用いる。
- 에がㅏやㅗの直後に位置する場合は ë に代えて -e と綴る。文字 ë は使用しない。
- ㄱㅎ, ㄷㅎ/ㅅㅎ, ㅂㅎ という字母の並びがㅋ, ㅌ, ㅍと発音される場合、発音通りに k', t', p' と綴る。

下表にマッキューン＝ライシャワー式と文教部1984年式との差異を示す。
| ハングル | 漢字     | マッキューン＝ライシャワー式 | 文教部1984年式 | 意味     |
| -------- | -------- | ---------------------------- | -------------- | -------- |
| 시장     | 市場     | sijang                       | shijang        | 市場     |
| 쉽다     | N/A      | shwipta                      | swipta         | 簡単     |
| 소원     | 所願     | sowŏn                        | sowon          | 願い     |
| 전기     | 電氣     | chŏn'gi                      | chŏn-gi        | 電気     |
| 상어     | N/A      | sangŏ                        | sang-ŏ         | サメ     |
| 회사에서 | 會社에서 | hoesaësŏ                     | hoesa-esŏ      | 会社で   |
| 차고에   | 車庫에   | ch'agoë                      | ch'ago-e       | 車庫へ   |
| 발해     | 渤海     | Parhae                       | Palhae         | 渤海     |
| 직할시   | 直轄市   | chikhalsi                    | chik'alshi     | 直轄市   |
| 못하다   | N/A      | mothada                      | mot'ada        | 及ばない |
| 곱하기   | N/A      | kophagi                      | kop'agi        | 乗算     |